# Neverne bebe
Neverne bebe je srpska rok grupa osnovana 4. aprila 1993. godine u Beogradu. Radi se o progresiv rok bendu koji je do sada imao preko 1.800 nastupa što u zemlji, što u inostranstvu. Bili su predgrupa grupi Toto na njihovom koncertu u Beogradu, 15. avgusta 2006. godine. Osnivač i vođa sastava je Milan Đurđević.

## Istorijat
Bend se pojavljuje na sceni bivše Jugoslavije početkom 1993. godine i to u sledećem sastavu: Milan Đurđević, Vladan Đurđević, Čeda Macura, Bane Jelić i Bili King. U tom sastavu sviraju prvi svoj koncert uživo 4. aprila 1993. godine u Beogradu. Nedugo nakon toga, početkom 1994. godine, snimili su i svoj prvi studijski album Neverne bebe I za izdavačku kuću Take it or leave it i spotove za dve pesme s albuma Veliki je Bog i 1000 godina. Već tada bili su zapaženi od strane publike ne samo u Srbiji nego i celokupnoj Jugoslaviji. Ova postava odsvirala je 131 koncert — od prvog u Beogradu, do poslednjeg u Bečeju 14. maja 1994. godine.
Posle odličnog uspeha prvog albuma iz grupe izlaze Čeda Macura i Bane Jelić, u grupu dolaze Saša Ranđelović i Dušan Šubarević; sa novom postavom Neverne bebe debituju u Podgorici 21. maja 1994. godine. Sredinom 1996. godine počinje snimanje drugog albuma Nevernih beba, Neverne bebe II. Pesma Dvoje sa ovog albuma proglašena je za najbolju baladu u SiCG u poslednjih 10 godina po mišljenju i anketama koje su sprovele mnogobrojne radio i TV stanice. Gitarski uvod u ovoj pesmi osmislio je i odsvirao poznati crnogorski džez gitarista Milorad Šule Jovović. U Kotoru, sa 470 koncerata, ova postava završava svoje delovanje i iz grupe izlazi Bili King.
Posle odlaska Bili Kinga i nešto kasnije Dušana Šubarevića u avgustu 1997. godine, celokupnu postavu Nevernih beba činili su Milan Đurđević, Vladan Đurđević, Saša Ranđelović, Gorica Ponjavić, Aleksandar Tasić i Goran Marinković.
Godine 1997. završava se snimanje albuma Neverne bebe II koji se u prodaji pojavljuje početkom godine za izdavačku kuću Red line records iz Minhena kao izdanje broj 1. S ovog albuma snimljeni su spotovi za pesme Stranac, Dvoje, Divlje svinje i Godine srama. Tokom 1998. godine odsvirano rekordnih 147 koncerata i tada pesma Dvoje postaje veliki hit i zaštitni znak benda.
Sredinom 2001. godine izlazi novi CD Neverne bebe III - Južno od sreće za izdavačku kuću HI-FI centar i snimaju se spotovi za pesme Ljubav, Gotovo, Balkan i U beznađu.
U klubu „Oh Sinema”, 25. februara 2001. godine proslavljen je veliki jubilej — 1000. koncert; bend je po prvi put predstavio novi koncept autorske muzike sa gostima, tj. ženskim gudačkim kvartetom. Iste godine, 19. juna, u istom klubu, u Beogradu, održana je promocija novog CD-a i to je ujedno bio 1041. održani koncert.
I napokon, 2002. godine desio se vrhunac ove postave — autorski koncerti u Beogradu. Bend je, 4. avgusta 2002. godine u Milanovom i Vlajkovom rodnom Valjevu imao najveći koncert do tada, kada se počinje razmišljati o .
U maju 2003. godine dolazi do ideje za velikom promjenom u bendu i već 28. juna 2003. godine ova postava odsvirala je svoj poslednji koncert i zaustavila se na broju 1237, što znači da je za šest godina i osam meseci na binu izašla 767 puta. Tada iz grupe izlaze pevačica Gorica, pevač Taša i bubnjar Goran i dolaze bubnjar Duca i novi vokali Jelena Pudar i Jana Šušteršič koje daju potpuno novu energiju bendu.
Ova postava debituje 5. jula 2003. godine u Herceg Novom, u klubu „Yahting” i nastavlja s fantastičnim koncertima celo leto.
U periodu od septembra 2003. godine do februara 2004. godine urađen je novi materijal sopstvenih obrada sa dve nove pesme spakovan u CD Neverne bebe  i taj CD izlazi početkom maja 2004. godine za BK sound i tek tada počinje da se primećuje novi zvuk Nevernih beba. Početkom jula 2004. bend je na festivalu Sunčane skale u Herceg Novom dobio nagradu za najbolji rok album u SiCG 2004. godine (posle samo dva meseca od zvaničnog objavljivanja).
Urađeni su spotovi za pesme Gde smo, Veliki je bog, Dabogda lažem i naposletku za hit Tužna pesma koji je obeležio ovaj album.
Poslednja promena u bendu desila se krajem 2005. godine kada je bubnjara Ducu Ivaniševića zamenio Vladimir Ružičić — Kebac.
Marta 2006. godine — u jeku koncertne turneje — bend ulazi u studio i počinje izradu novoga CD-a, radnog naslova Neverne Bebe V. Rad na novom CD-u potrajao je do aprila 2007. godine što samo po sebi govori koliko je energije, rada i truda uloženo u nove pesme. Krajem jula 2006. godine bend je snimio spot za pjesmu Da ima nas koja je predstavljala najavu novoga CD-a i uvid u to kako će on izgledati. U decembru se snima jos jedan spot: za pesmu Boje duge koja je urađena u saradnji sa Akijem Rahimovskim i taj spot predstavljao je direktnu najavu za album ...Iza oblaka koji je konačno ugledao svetlo dana 16. aprila 2007. godine. Predstojeća promotivna turneja povodom koncertne promocije CD-a Iza oblaka predviđa minimum 50 koncerata po svim gradovima Srbije i ex-YU republika.
U periodu od 5. jula 2004. godine pa do 19. maja 2007. godine najnovija postava Nevernih Beba izašla je na binu 388 puta, dok ukupan broj odsviranih koncerata iznosi 1826 zaključno sa mesecom oktobrom 2010. godine.
Spot za pesmu Uzmi boje koja je najavila novi (VI po redu) CD Nevernih beba, Praštam, pojavio se u medijima 28. septembra 2010. godine. Za tačno mesec dana spot je na Jutubu imao preko 45000 pregleda, pesma je bila prisutna je na svim domaćim TV i radio stanicama, uključujući i odličan plasman i komentare na listi „Domaćica” (MTV ADRIA) i respektabilnu zastupljenost na muzičkom TV kanalu Pink Music.
Naredna pesma, Kuća za spas, nakon samo mesec dana emitovanja ušla je u finale glasanja za singl godine u izboru Radija 202, a ubrzo nakon toga spot za istu se zavrtio na TV kanalu MTV ADRIA i osvojio prvo mesto pomenute liste.
U martu 2012. godine u prodaji se pojavio novi album Nevernih Beba, Praštam, VI po redu.
Na albumu se našlo 14 novih pesama, a prema prvim reakcijama slušalaca su se izdvojile pesme Leptir, Sudnji dan, Dan tvoj (uz gostovanje Vlatka Stefanovskog), kao i duetska pesma sa Vanom — Samo za tvoje oči — za koju je snimljen i spot.
Nevernim Bebama se u aprilu 2011. godine pridružila Tijana Sretković, a iz benda je izašla Jana Šušteršić.

## Članovi

### Sadašnji
- Milan Đurđević — klavijaturista, vokal, kompozitor, tekstopisac, aranžer i producent
- Vladan Đurđević — bas-gitarista
- Saša Ranđelović — solo-gitarista
- Miloš Ratković — bubnjar
- Tijana Sretković — vokal
- Jelena Pudar — vokal
- Nemanja Savić — akustični gitarista, vokal
- Andrija Stojić — električni i akustični gitarista

## Diskografija

### Studijski albumi
- Neverne bebe I (1994)
- Neverne bebe II /Red Line Records/ (1997)
- Južno od sreće /HI-FI Centar/ (2001)
- The Best Of — Dvoje /BK Sound/ (2004)
- Iza oblaka /PGP-RTS/ (2007)
- Praštam /City Records/ (2012)
- Priča o nama /PGP RTS/ (2017)
- Hodaj /PGP RTS/ (2022)

## Festivali

### Radijski festival, Srbija
- 2004: Dvoje
- 2007: Da ima nas
- 2010: Uzmi boje
- 2013: Da sanjamo (sa Branislavom Lalićem Banetom MVP)

## Nagrade
- Najbolji rok album (Neverne bebe III - Južno od sreće) — festival u Herceg Novom, 2001.
- Hit decenije (pesma Dvoje)  Radijski festival, 2004.
- Najbolji rok album (Neverne bebe IV - The Best of) — festival u Herceg Novom, 2004.
- Veliki doprinos rokenrolu — Beovizija 2005.
- Najbolji rokenrol bend — Beovizija 2006.
- Singl godine (pesma Da ima nas) — Beovizija 2007.
- Grupa godine — Radijski festival 2007.
- Pop bend godine — Beovizija 2008.
- Pop grupa godine — Dani estrade 2008.
- Nagrada „Car Konstantin” — 2008.

## Spoljašnje veze
- Zvanični veb-sajt
- Sajt obožavalaca grupe
- Istorijat Benda
- Neverne Bebe na
- Neverne bebe kao predgrupa grupi Toto
- Neverne Bebe kao predgrupa Leniju Kravicu